# Gustav Schuft
Gustav Schuft (Berlín, 16 de juny de 1876 – Cottbus, 8 de febrer de 1948) va ser un gimnasta alemany que va prendre part en els Jocs Olímpics de 1896, a Atenes.
Schuft va tenir poc èxit en les proves individuals, puix va competir en barra fixa, barres paral·leles, cavall amb arcs i salt sobre cavall sense que en cap d'ellrs quedés entre els medallistes.
Amb tot, va guanyar dues medalles d'or formant part de l'equip alemany en les dues proves per equips, les barres paral·leles i la barra fixa.